# Borchen
Borchen is een gemeente in de Duitse deelstaat Noordrijn-Westfalen, gelegen in de Kreis Paderborn. De gemeente telt 13.475 inwoners (31 december 2020) op een oppervlakte van 77,21 km².

## Dorpen in de gemeente Borchen

Ligging der Ortsteile van de gemeente Borchen

- Alfen, 1.995 inwoners
- Dörenhagen (met Eggeringhausen en Busch), 1.534 inwoners
- Etteln, 1.784 inwoners
- Kirchborchen (met Schloss Hamborn), 4.040 inwoners, zetel van het gemeentebestuur
- Nordborchen, 4.255 inwoners

Totaal aantal inwoners: 13.608 personen. Exclusief tweede-woningbezitters. Bron:. Peildatum: 31 december 2019.
Sedert de gemeentelijke herindeling van 1969 vormen deze dorpen, die voordien vijf zelfstandige gemeentes waren, de gemeente Borchen.

## Geografie, infrastructuur
De gemeente wordt omgeven door andere plaatsen in de Kreis Paderborn, zie kaartje, en is in feite een voorstad van Paderborn geworden. 
De gemeente ligt aan de westrand van het Eggegebergte, in de zgn. Paderborner Hoogvlakte. Aan de westkant van de gemeente ligt in de dalen van de Alme en de Altenau lager terrein. Aan de oppervlakte is soms mergel uit de geologische periode Boven-Krijt te zien. Hier en daar treden karstverschijnselen, zoals dolinen op. In principe biedt de gemeente mogelijkheden voor grootschalige winning van kalksteen en mergel in dagbouw. Vooralsnog zijn hiervoor geen concrete plannen gemaakt.
Ten westen van de hoofdkern van de gemeente, de cluster Nordborchen-Kirchborchen-Etteln, loopt de Autobahn A33. Afrit 29 (Borchen) en 30 (Etteln) van deze Autobahn  liggen in de gemeente. Ten noorden van het dorp Dörenhagen loopt de Bundesstraße 68 noordwestwaarts naar Paderborn.
Borchen ligt aan het (niet bevaarbare) riviertje de Alme. Een relatief belangrijk, 29 km lang, vanuit het zuidoosten komend zijriviertje van de Alme, dat er rechts bij Borchen in uitmondt, heet Altenau. Deze Altenau heeft weer een zijbeek met de naam Eller of Ellerbach, die zeer dicht bij de monding van de Altenau in de Alme, zelf in de Altenau uitmondt. Deze wateren zijn ten dele gekanaliseerd; waar dat niet zo is, vormen zij met hun oeverlandschap een fraai, ecologisch waardevol natuurgebied.

## Economie
Borchen is een plattelandsgemeente, waarin sedert circa 1970 de werkgelegenheid in en dus ook het belang van de agrarische sector gestaag terugloopt. Het aantal woonforensen in de gemeente, mensen die dus in de gemeente Borchen wonen, maar hun werkkring in andere plaatsen in de omgeving hebben, neemt daarentegen sedertdien gestaag toe. In feite is de gemeente een voorstad van de noordelijke buurgemeente Paderborn geworden.
Binnen de dienstensector valt op, dat relatief veel inwoners van de gemeente in het onderwijs werkzaam zijn. In de gemeente staan namelijk enkele speciale basisscholen alsmede een in Schloss Hamborn gevestigd Rudolf-Steiner-schoolcomplex, dat voor kinderen van aanhangers van deze filosofie in de gehele regio zowel lager als middelbaar onderwijs aanbiedt. 
Aan de A33 ligt een groot, nieuw bedrijventerrein, waar zich talrijke middelgrote en kleine ondernemingen in zeer uiteenlopende branches hebben gevestigd, echter uitsluitend van plaatselijk of regionaal belang.

## Geschiedenis

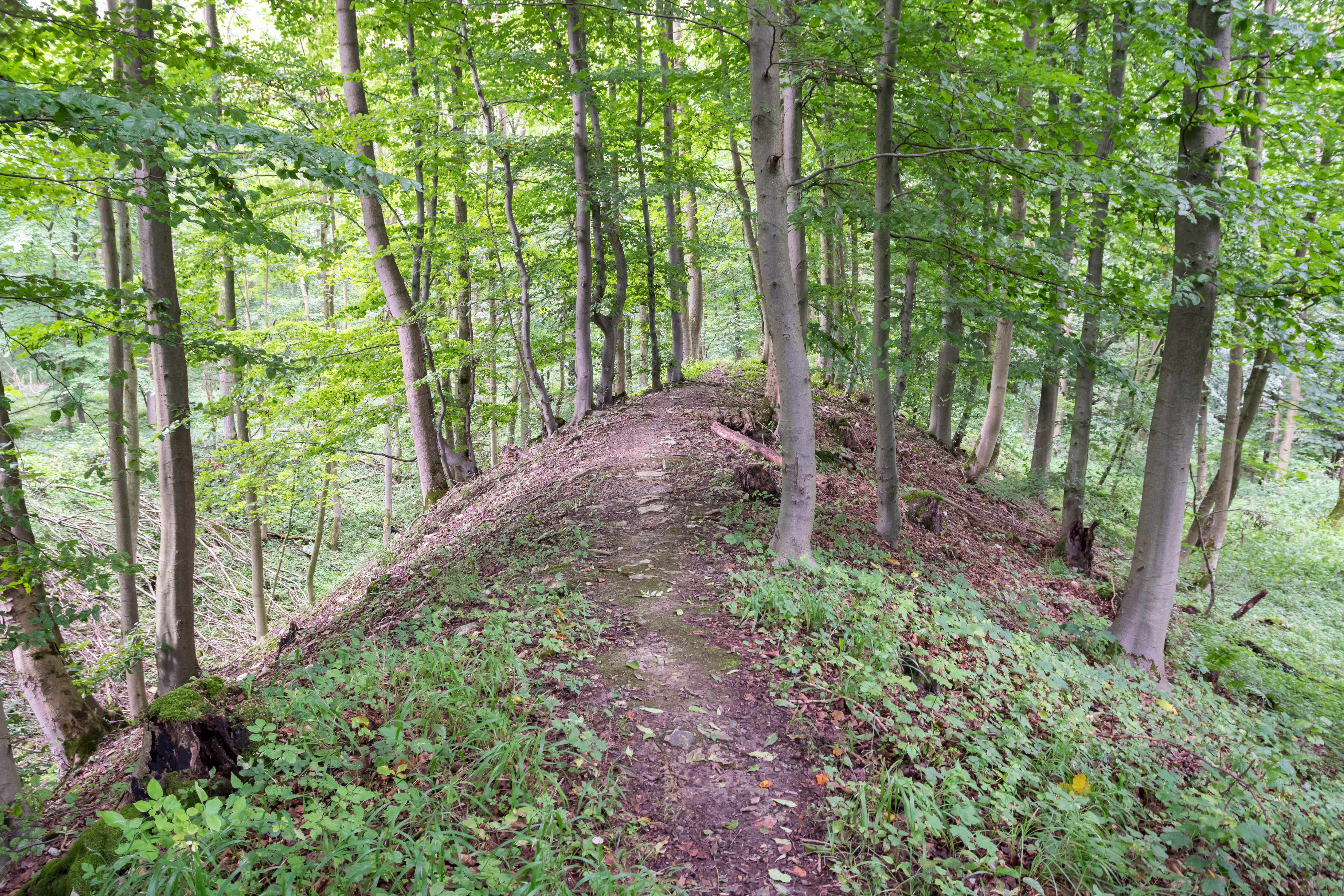
Walburg Gellinghausen

De oudste bij archeologisch onderzoek ontdekte sporen van menselijke activiteit dateren van de Michelsbergcultuur in het Neolithicum, en uit de Bronstijd (restanten van 30 grafheuvels). De Walburg Gellinghausen of Hünenborg  bij Etteln is het restant van een ringwal, die archeologisch interessant is. Het primitieve verdedigingswerk is mogelijk duizenden jaren, vanaf een nog onzeker tijdstip van ontstaan in de prehistorie tot in de middeleeuwen (rond 1200), in gebruik geweest.
In 1031 stichtte abt Meinwerk van het te Paderborn gelegen klooster Abdinghof te Alfen („Alflaan“) een aan St. Gallus gewijde kerk, die in het begin van de 13e eeuw door het huidige aan de aartsengel Michaël gewijde kerk werd vervangen. 
Tussen 1597 en 1611 werden bij heksenprocessen ten minste negen mensen gemarteld en ter dood gebracht na schuldig te zijn bevonden aan vermeende hekserij.
In de periode van de middeleeuwen tot aan de Napoleontische tijd behoorde Borchen in het algemeen tot het Prinsbisdom Paderborn. De invloed hiervan bewerkte, dat het overgrote deel van de christenen in de gemeente, afgezien van een korte lutherse periode in de 16e en vroege 17e eeuw, steeds rooms-katholiek is gebleven. Anno 2010 was 60% van de bevolking van Borchen rooms-katholiek, 19% evangelisch-luthers en 21% aanhang(st)er van een andere religieuze gezindte, dan wel atheïst(e). Na 1815 kwam het in het Koninkrijk Pruisen te liggen, dat in 1871 opging in het Duitse Keizerrijk.
In 1965 was er veel materiële schade ten gevolge van zware overstromingen, veroorzaakt, doordat de Alme ver buiten haar oevers trad. Daarna zijn ingrepen in de waterhuishouding uitgevoerd, om herhaling hiervan te voorkomen. Aan de Alme zijn enkele retentiebekkens aangelegd, echter niet op het grondgebied van Borchen.

## Bezienswaardigheden
- De rooms-katholieke  St. Michaëlskerk te Kirchborchen werd in haar huidige vorm in romaanse stijl rond 1200 gebouwd. Tussen 1660 en 1907 werd de kerk enkele malen gerestaureerd en/of uitgebreid. De kerk zou relieken bezitten van diverse heiligen, onder wie Johannes de Doper.
- De twee St.-Walburgakerken te Alfen zijn beide architectonisch interessant. 
  - De Oude St.-Walburgakerk dateert uit de 13e eeuw. In 1974 werd het gebouw aan de eredienst onttrokken. De voormalige kerk werd daarna een jongerencentrum.
  - De Nieuwe St.-Walburgakerk (1907) is tegenwoordig de parochiekerk van het dorp, en beval veel religieuze objecten, die in 1974 uit de Oude St.-Walburgakerk zijn verwijderd. Daartoe behoort een beeld uit omstreeks 1420 van de Madonna met Kind.
- In het dorp Dörenhagen staat de uit 1220 daterende St. Meinolfkerk, met bezienswaardig interieur,  alsmede een 17e-eeuwse H. Kruiskapel. Deze bedevaartkapel wordt ter plaatse Kapelle zur hilligen Seele genoemd.
- In de rooms-katholieke dorpskerk van Etteln, die  gewijd is aan de apostelen Simon en Judas Thaddeüs, bevindt zich een fraai barok altaar.
- De Mallinckrodthof te Nordborchen is een voormalig kasteeltje, waarvan het uit 1686 daterende hoofdgebouw, opgetrokken in vakwerkstijl, later dienst deed als herenboerderij en van 1912 tot 1995 als landbouwschool. Sedert 1995 is het gebouwencomplex gemeente-eigendom. Het dient voor onderwijsdoeleinden (o.a. als volkshogeschool), terwijl ook diverse afdelingen van het gemeentebestuur, het clubhuis van de grootste sportvereniging van de gemeente, alsmede de woning van een in de regio zeer bekende poppenspeelster er is gevestigd. Ook is er een eenvoudige horecagelegenheid. Om het complex heen ligt een park met een boomgaard. Het geheel is voor het grootste deel vrij toegankelijk. In de tuin staat een tempelachtig theehuisje, waar, volgens de gemeentewebsite, in de 19e eeuw de dichteres Annette von Droste-Hülshoff regelmatig kwam en aan haar literaire oeuvre werkte.
- Kasteel Hamborn, enkele kilometers ten oosten van Kirchborchen, na een verwoestende brand in 1929 herbouwd, herbergt een antroposofisch opleidingsinstituut met biologisch akkerbouwbedrijf.
- Te Nordborchen staat een klein streekmuseum (Heimatmuseum).
- In Kirchborchen staat een zeer groot kloosterachtig gebouwencomplex, met daaromheen een ruim park. Het is een zogenaamd zusterhuis van de Dochters van Liefde van Vincentius a Paulo.
- Typisch voor deze streek zijn de oude boerderijen uit de 18e en 19e eeuw, voor de bouw waarvan zowel van vakwerkbouw als bouw in natuursteen gebruik is gemaakt. Een aantal van deze, door de gehele gemeente verspreid staande,  boerderijen is bewaard gebleven en onder monumentenzorg geplaatst.

## Partnergemeentes
- Schwarzenberg im Erzgebirge, deelstaat Saksen, Duitsland, sedert 2007.
- Am Mellensee, deelstaat Brandenburg, Duitsland, sedert 2010
- Uitgaande van Ortsteil Alfen:  Noyen-sur-Sarthe, Departement Sarthe, Frankrijk, sedert 2000.

## Afbeeldingen

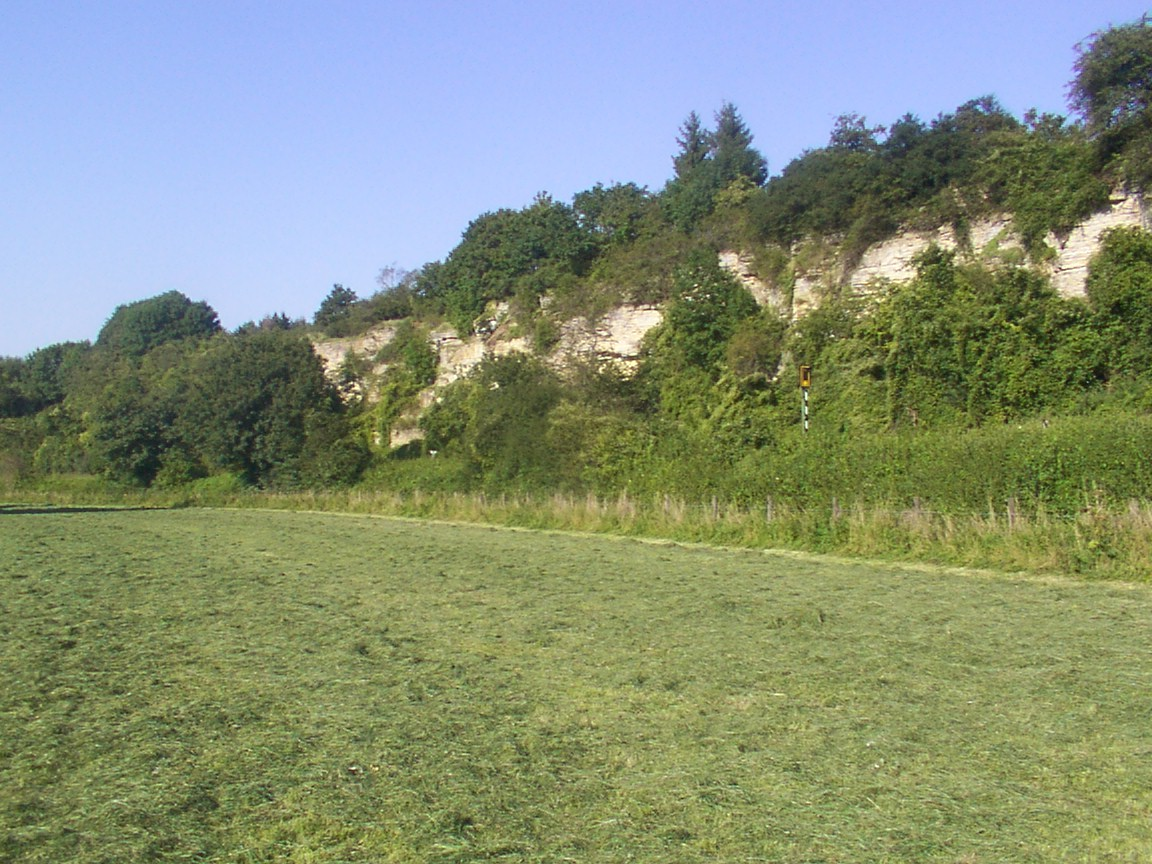
Kalksteenlaag aan de rand van het dal van de Alme bij Kirchborchen
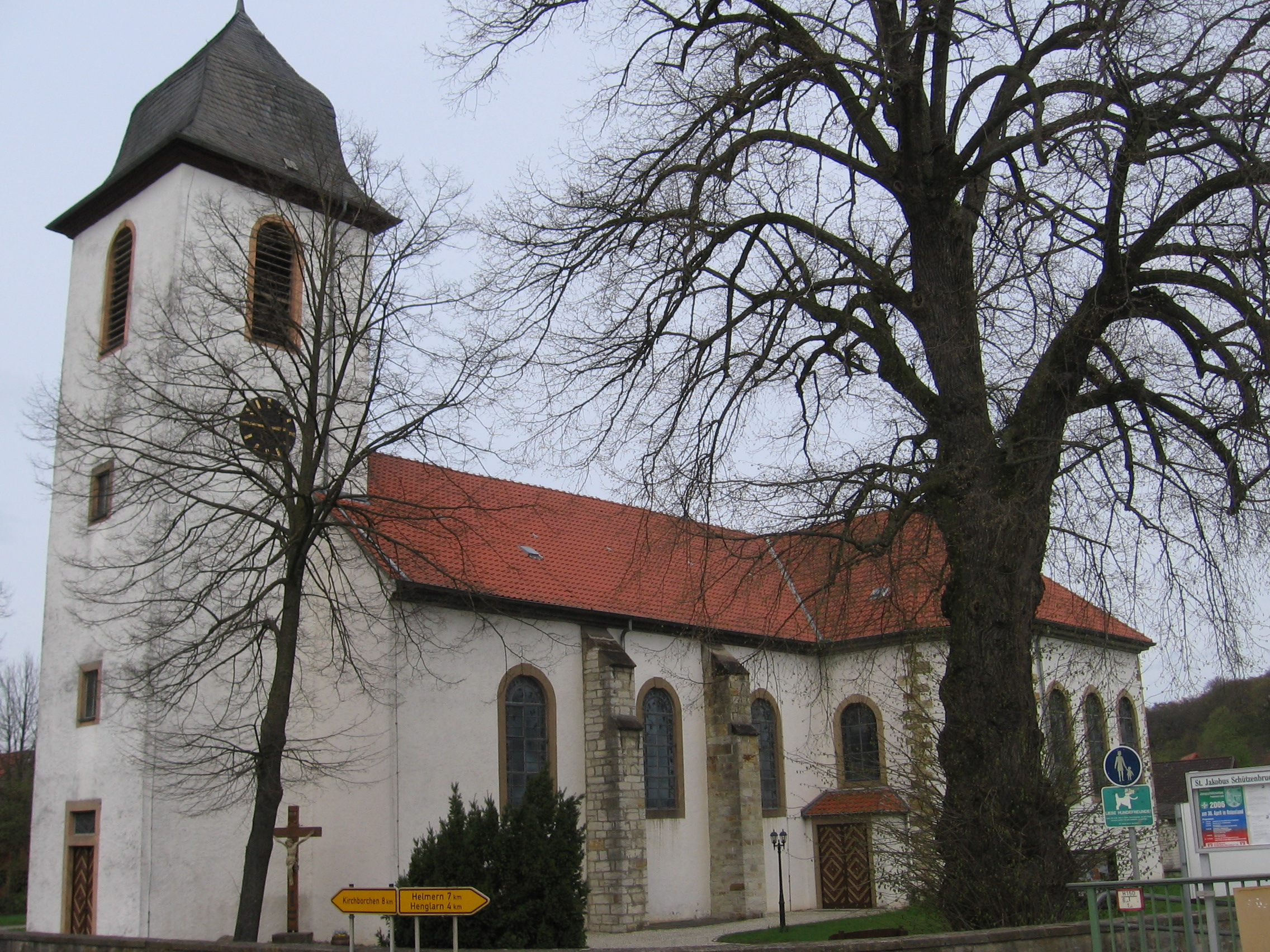
Dorpskerk te Etteln
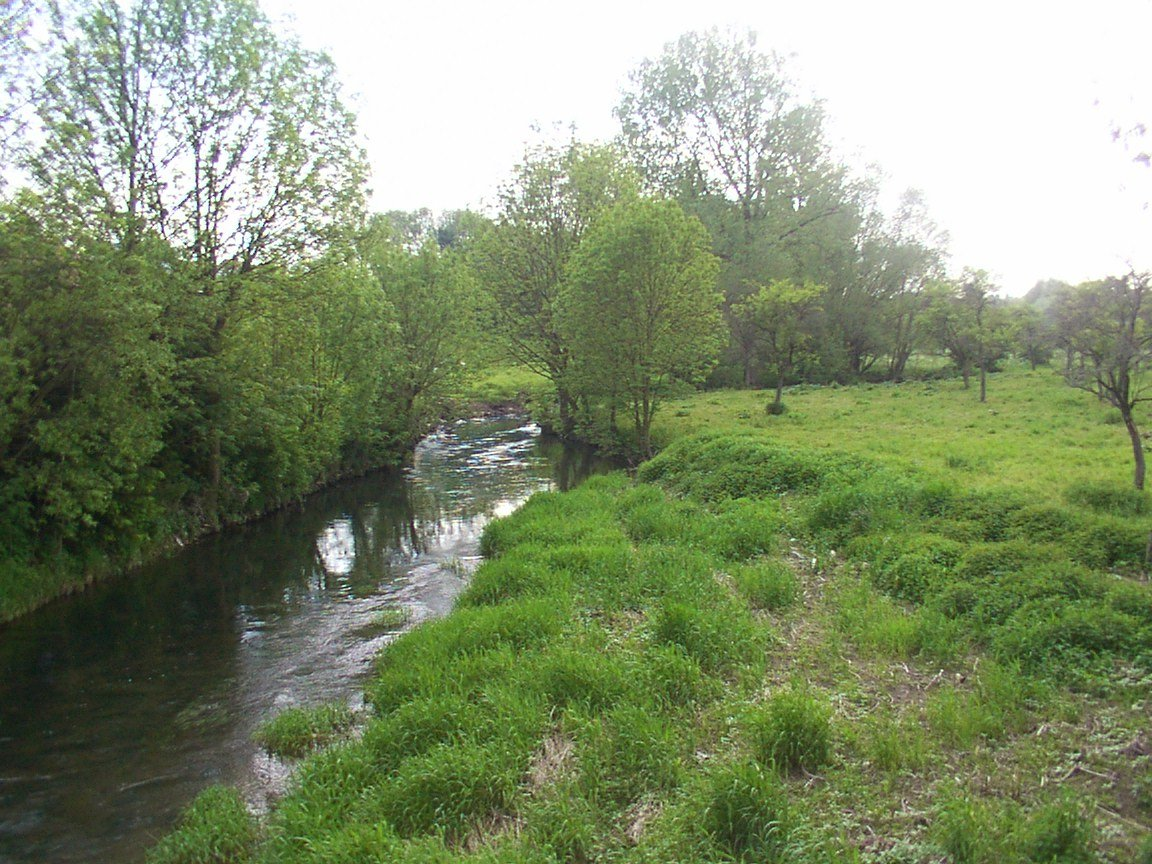
Oeverlandschap van de Alme bij Alfen
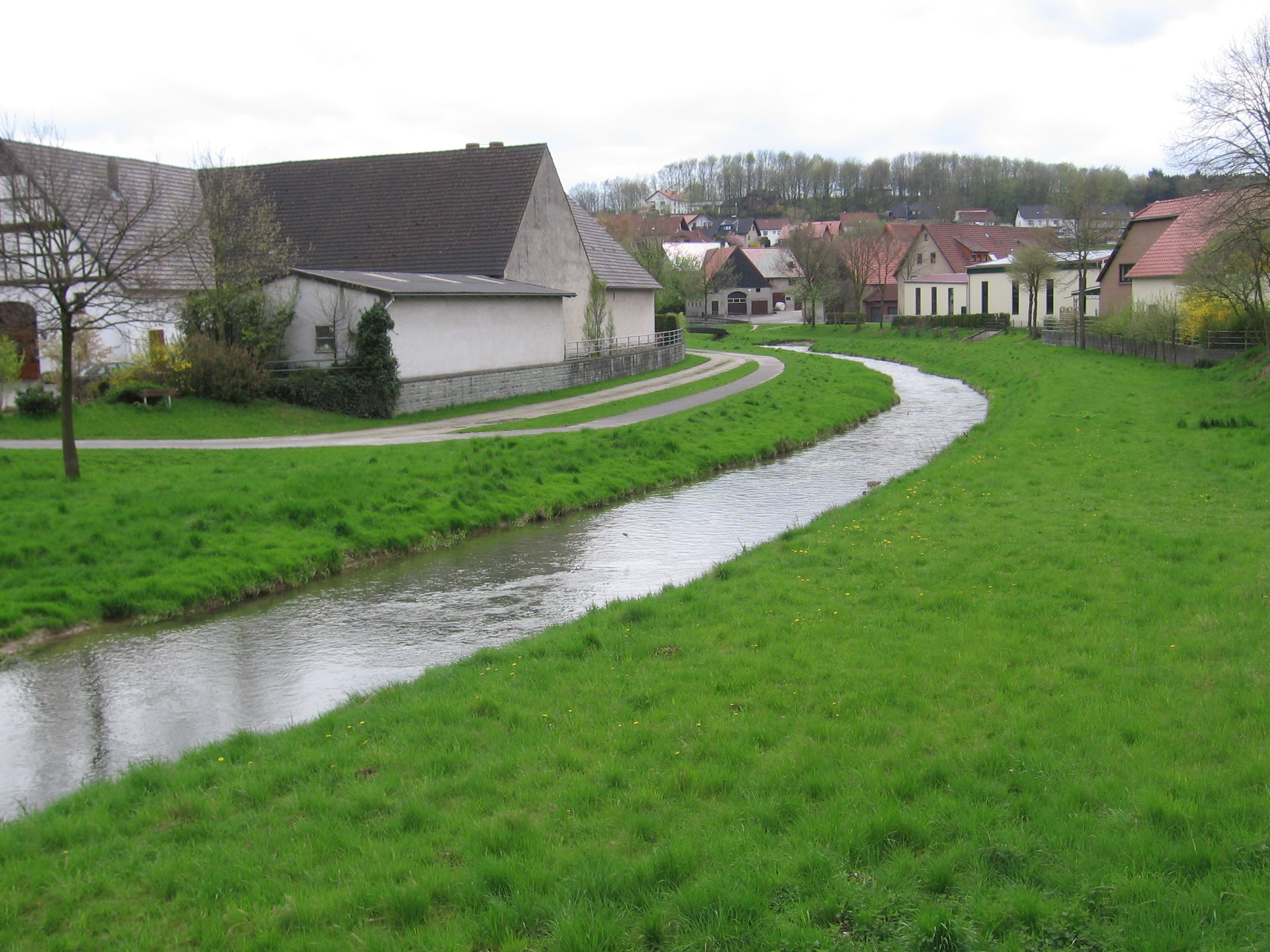
Het riviertje Altenau te Etteln
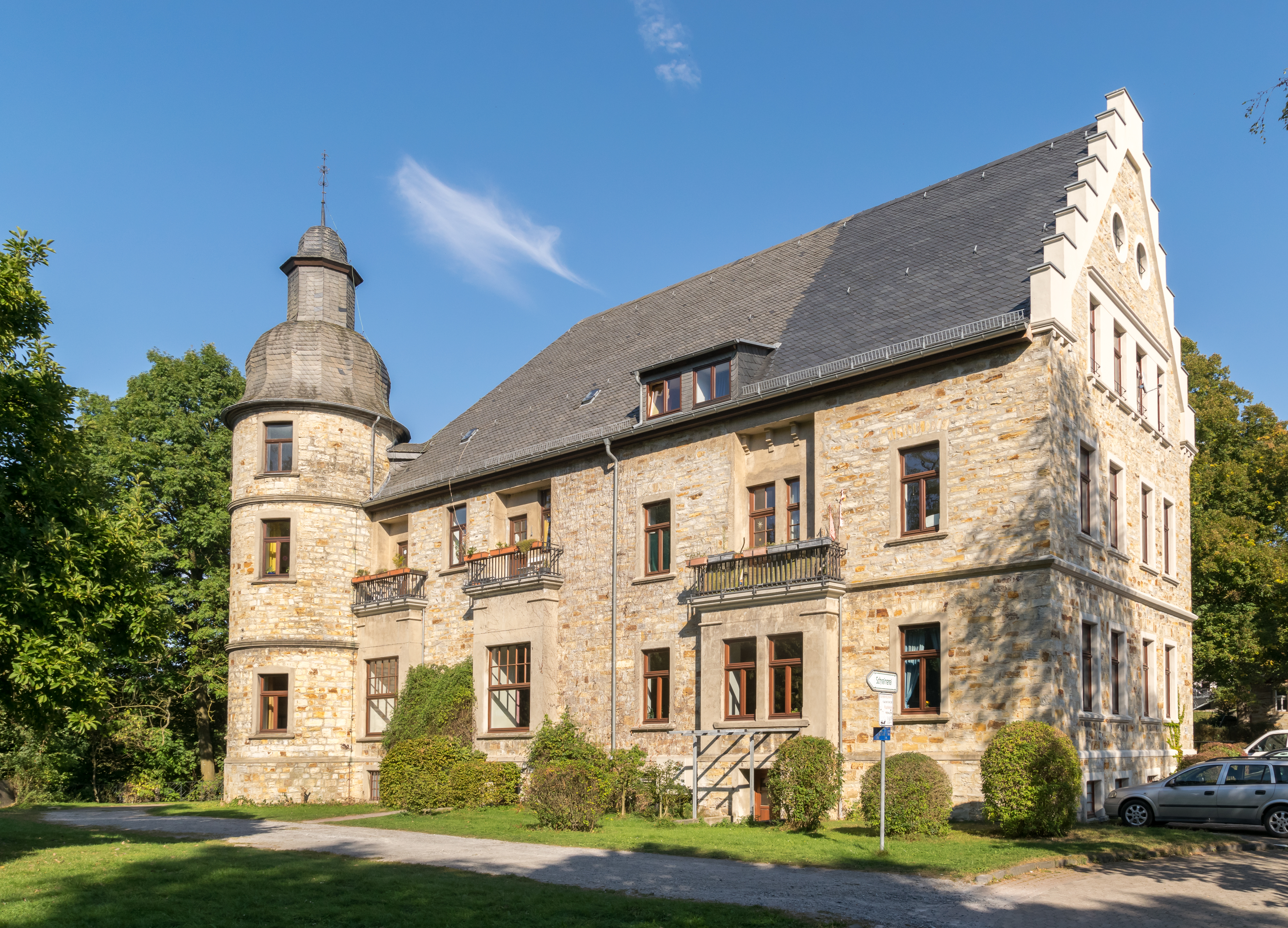
Kasteel Hamborn
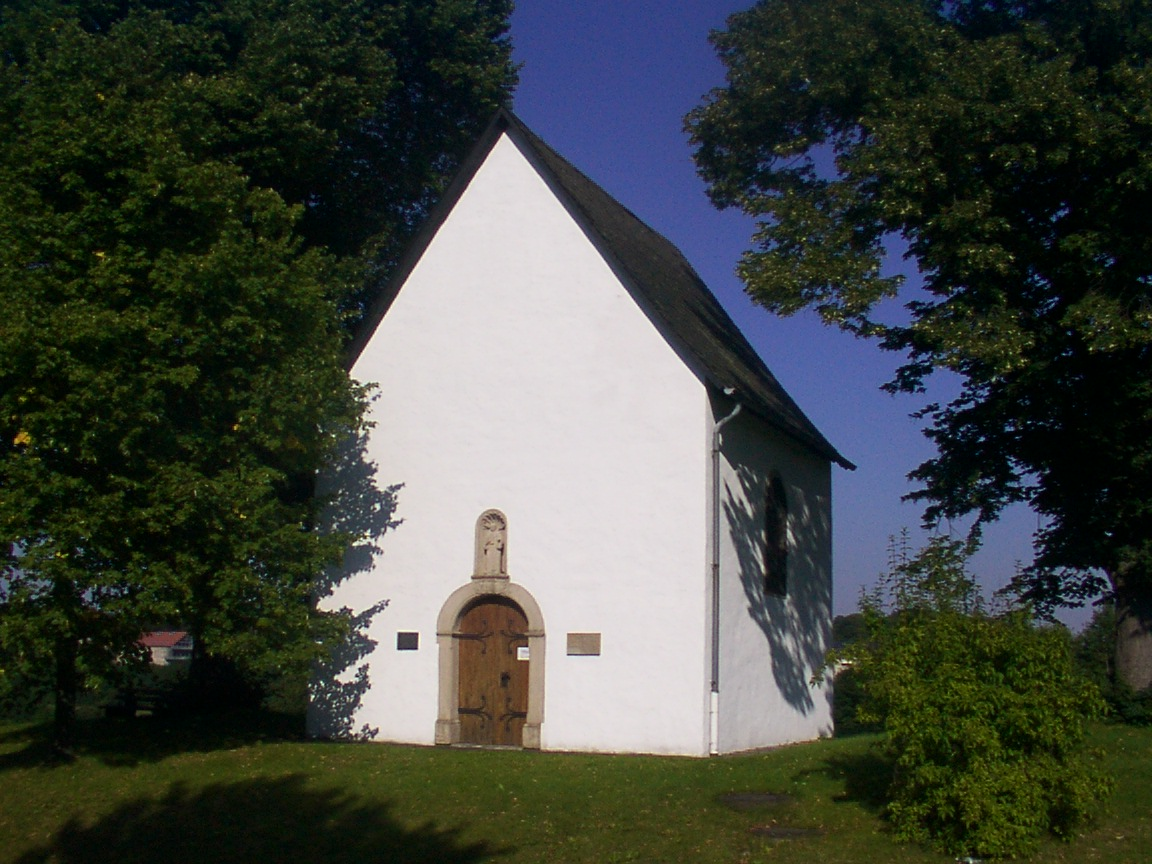
Kirchborchen, St. Galluskapel
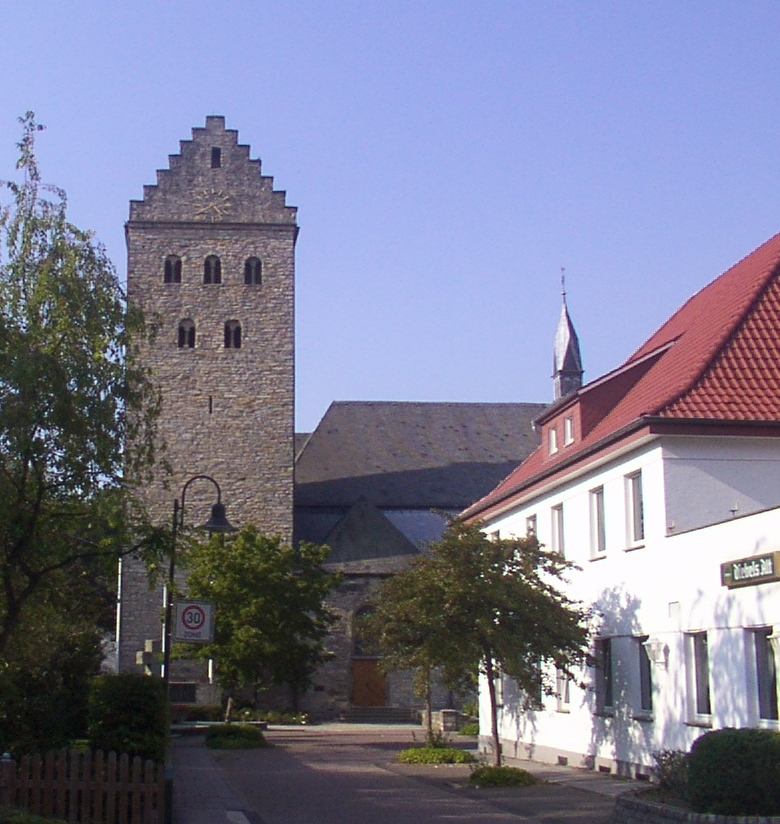
Kirchborchen, St. Michaëlskerk
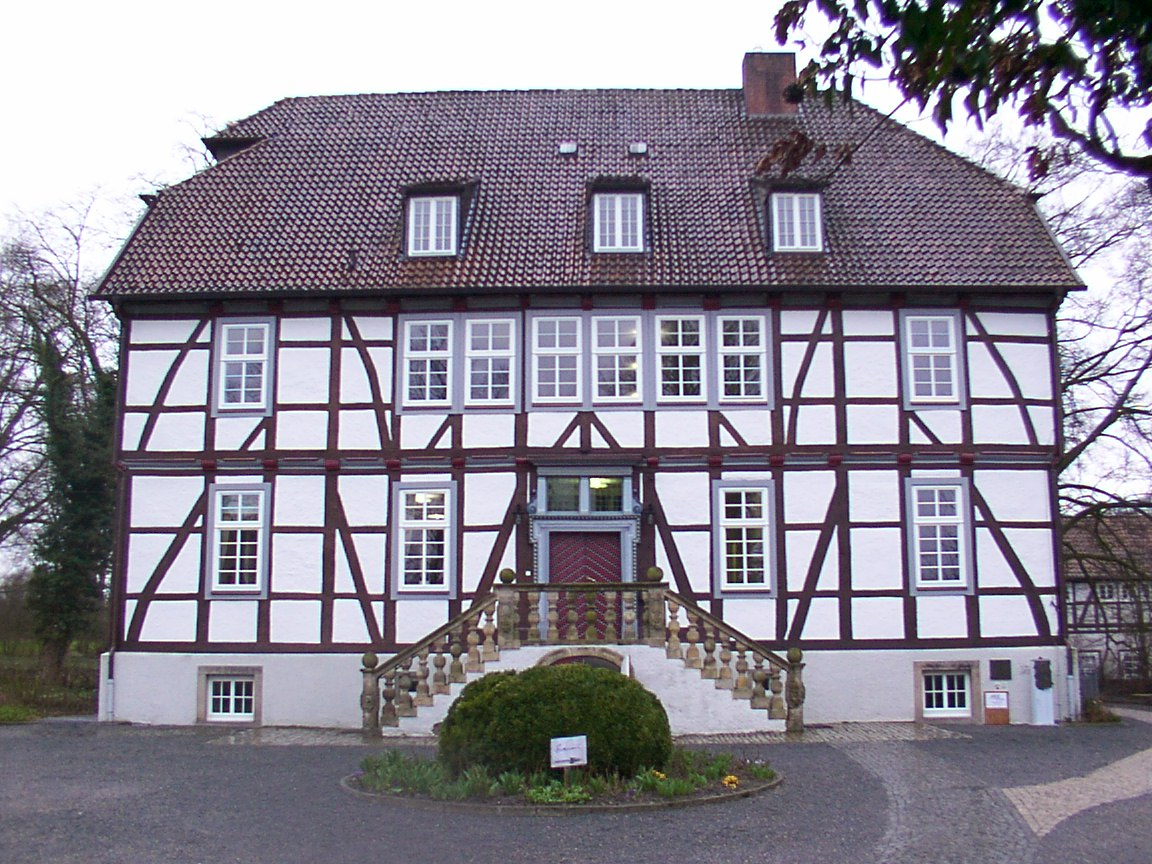
Nordborchen, Mallinckrodthof
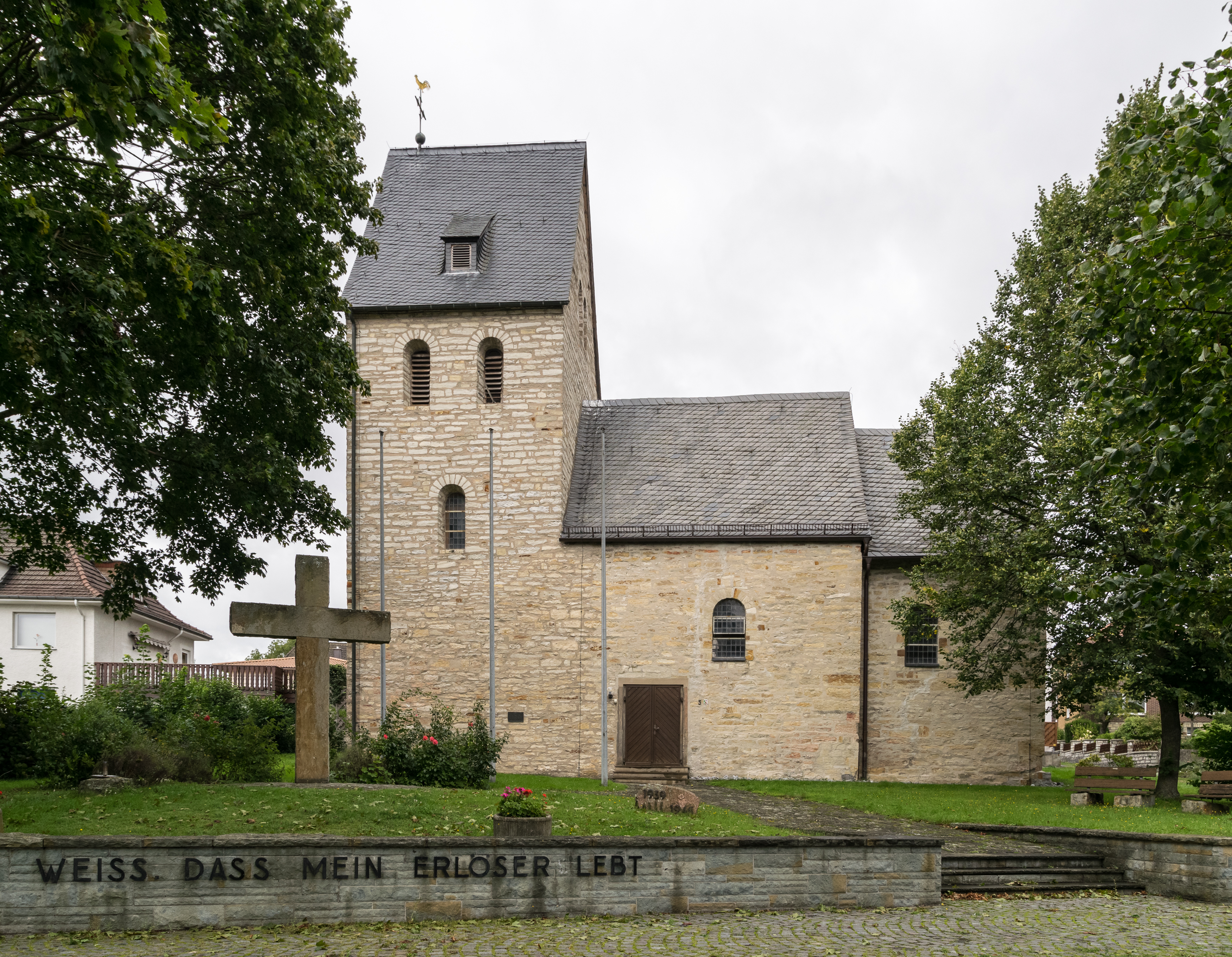
Alfen, Oude St. Walburgakerk
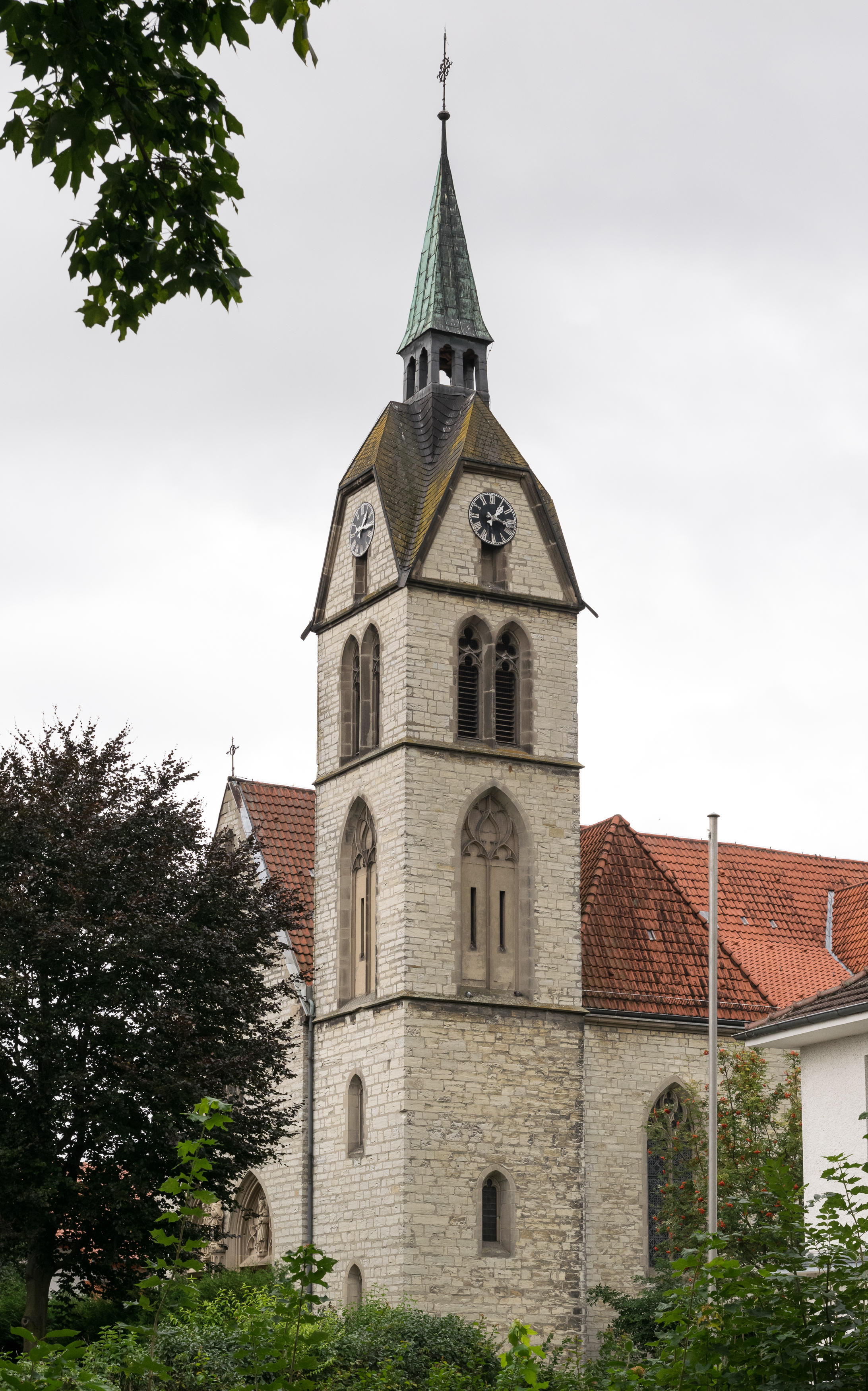
Alfen, Nieuwe St. Walburgakerk
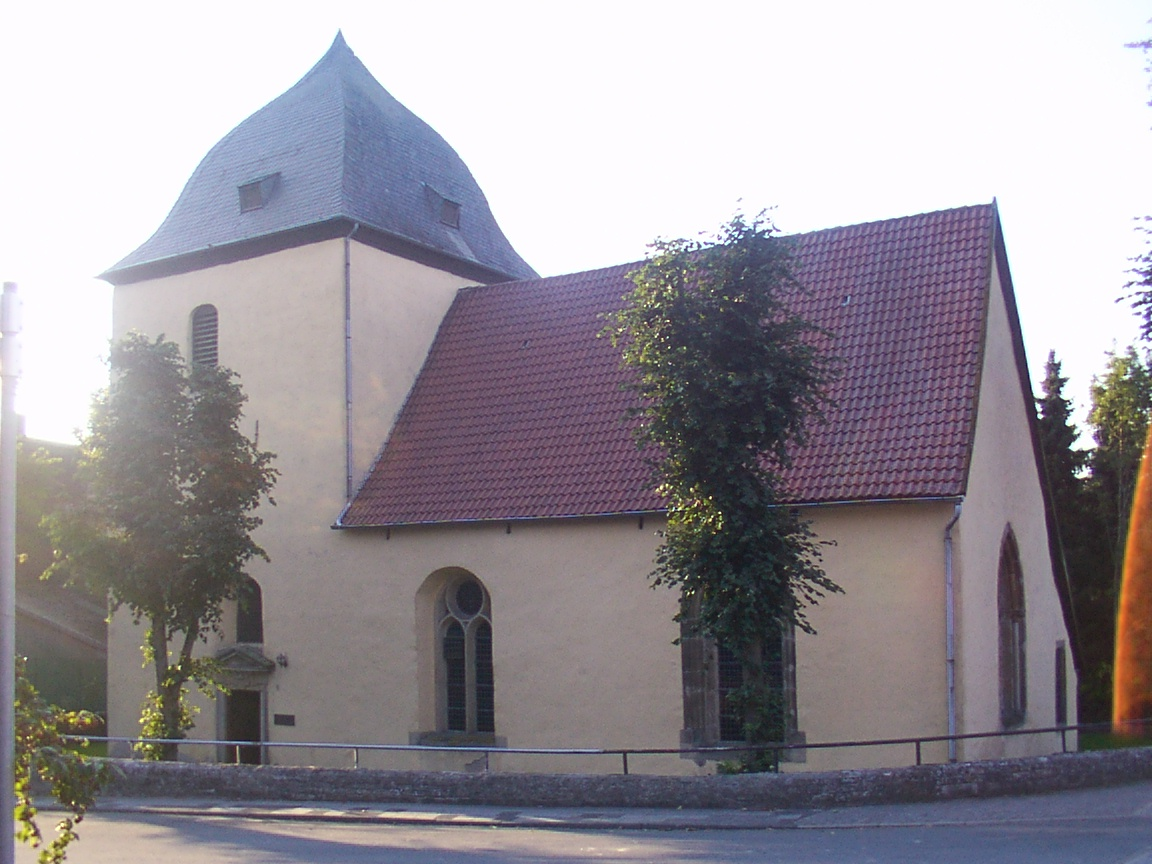
St. Meinolfkerk, Dörenhagen
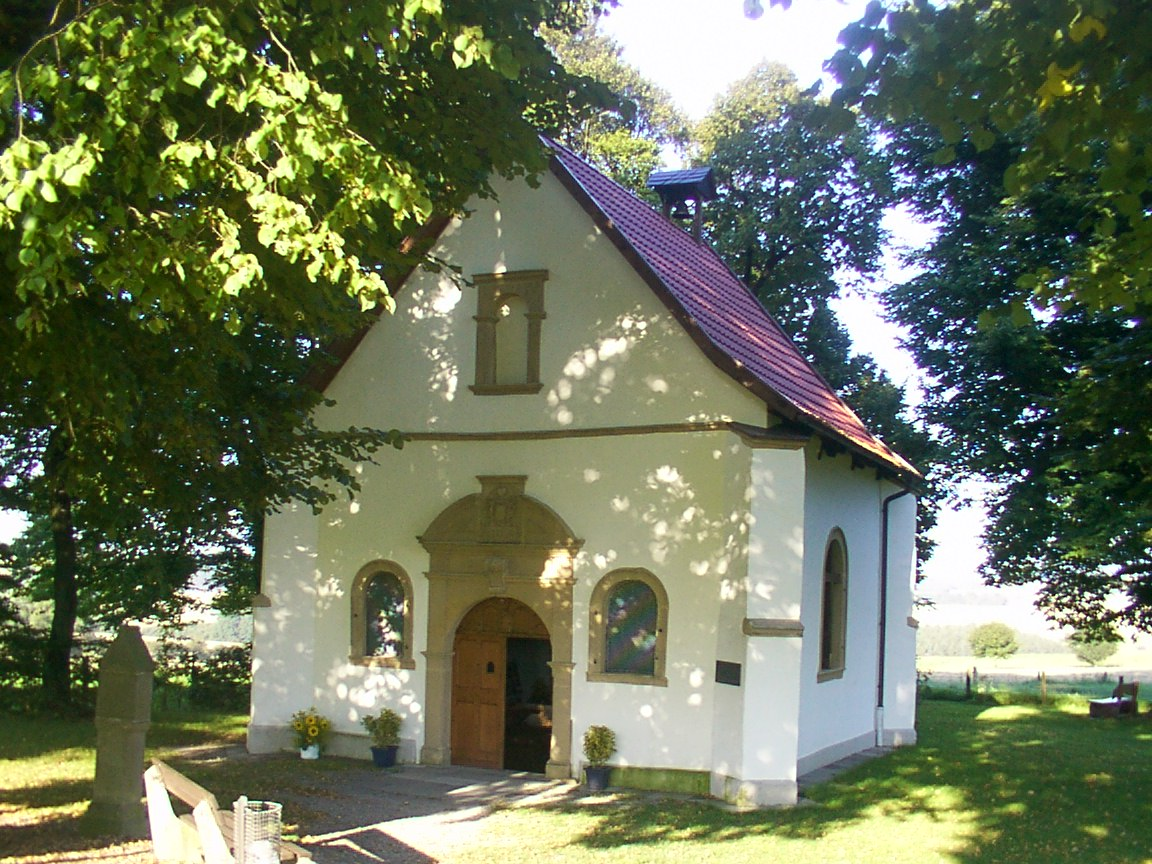
H. Kruiskapel te Dörenhagen
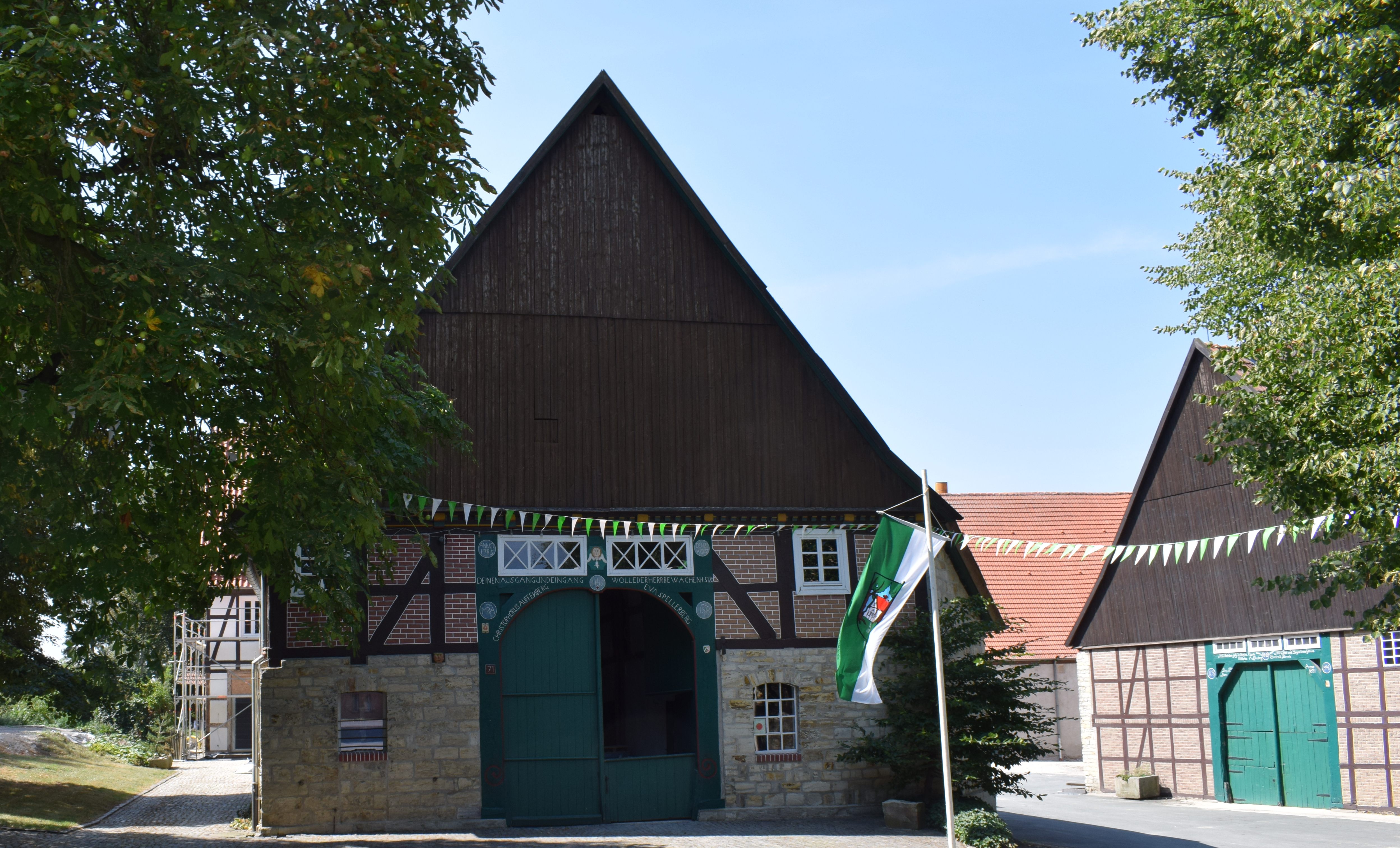
Monumentale oude boerderij bij Dörenhagen

## Belangrijke personen in relatie tot de gemeente
- Caspar Theodor Carl Wilhelm, baron von Droste zu Hülshoff (* 21 maart 1843 op kasteel Hülshoff bij Münster; † 22 juli 1922 in Meersburg), neef van Annette von Droste-Hülshoff, lange tijd eigenaar-bewoner van Kasteel Hamborn, invloedrijk conservatief en katholiek politicus, als grootondernemer weinig gelukkig; hij was geruime tijd Ortsvorsteher (een soort burgemeester) van Borchen.
- Siegfried Pickert (* 3 juni 1898 in het toen Duitse Glogau, Silezië; † 12 maart 2002 in Borchen), pionier van het antroposofische vrijeschoolonderwijs in Duitsland, oprichter en lange tijd leider van het antroposofisch onderwijsinstituut in kasteel Hamborn te Borchen
- Hubertus Schmidt (Haaren, 8 oktober 1959), een Duitse ruiter, die gespecialiseerd is in dressuur, en die in 2004 olympisch goud in deze discipline behaalde, bezit te Etteln een stoeterij, genaamd Fleyenhof. Hier worden warmbloed-paarden voor de paardensport gefokt.

## Weblinks
- www.mallinckrodthof.de/Website Mallinckrodthof
- www.borchen.de/freizeit/wallburg.php Webpagina van de gemeente Borchen over de ringwal Hünenborg

Altenbeken · Bad Lippspringe · Bad Wünnenberg · Borchen · Büren · Delbrück · Hövelhof · Lichtenau · Paderborn · Salzkotten